# Diners bruts (pel·lícula de 2024)
Diners bruts (títol original en anglès, The Clean Up Crew) és una pel·lícula de comèdia d'acció criminal nord-americana del 2024 escrita per Matthew Rogers i dirigida per Jon Keeyes. És protagonitzada per Jonathan Rhys Meyers, Swen Temmel, Ekaterina Baker, Melissa Leo i Antonio Banderas.
Es va estrenar en vídeo a la carta per Sony Pictures Home Entertainment el 20 d'agost de 2024. Ha estat subtitulada al català.

## Sinopsi
Després que un equip de neteja de l'escena del crim descobreix un maletí ple de diners, sense voler entren en una guerra amb un senyor del crim corrupte i implacable, sicairis, gàngsters i agents governamentals corruptes, tots els quals estan decidits a recuperar-los.

## Repartiment
- Jonathan Rhys Meyers com a Alex
- Swen Temmel com a Chuck
- Ekaterina Baker com a Meagan
- Melissa Leo com a Siobhan
- Antonio Banderas com a Gabriel
- Laurence Kinlan com a Danny
- Andy Kellegher com a Jack

## Producció
L'agost de 2022, es va anunciar que el rodatge s'acabava a Irlanda i que Meyers, Leo i Banderas van ser elegits per a la pel·lícula. El desembre de 2022, es va anunciar que Baker, Kinlan i Kellegher també van ser elegits per a la pel·lícula.